# Dialta limula
Dialta limula là một loài bướm đêm trong họ Noctuidae.